# Gunnar Nilsson (Boxer)
Nils Gunnar Lorentz  Nilsson (* 3. März 1923 in Nevishög, Gemeinde Staffanstorp; † 12. Mai 2005 in Västra Frölunda, Göteborg) war ein schwedischer Schwergewichtsboxer.

## Amateur
Nilsson gewann 1948 bei den Olympischen Spielen in London die Silbermedaille im Schwergewicht. Im Finale unterlag er dem Argentinier Rafael Iglesias.

## Profi
Seinen ersten Profikampf verlor er am 11. November 1949 in Göteborg gegen den Jamaikaner Lloyd Barnett durch technischen K. o. in der dritten Runde.
Von seinen Fans bekam er bald den Kampfnamen „Silver-Gunnar“. Am 28. Dezember 1956 trat er nach einem K.-o.-Sieg in der fünften Runde über den Franzosen François Kania vom Boxsport zurück.